# 戴维·埃德加
戴维·埃德加（英語：David Edgar，1950年3月27日—），美国男子游泳运动员。他曾代表美国参加1972年夏季奥林匹克运动会游泳比赛，获得男子4×100米自由泳接力金牌。